# 沈长银和沈长平案
沈长银（1976年—2006年）和沈长平（1984年—2006年），是中華人民共和国的连环杀手和食人者，他们在2003年6月至2004年8月期间杀害11名性工作者并吃掉她们的肝脏。他们获得李春玲和另外三名女性的帮助。

## 谋杀
2003年6月，沈氏兄弟开始在中国甘肃兰州杀死性工作者。第一个受害者是姚芳，他们把她引诱到一所房子里绑起来。强迫她提供银行账户密码后勒死并肢解她。
2003年11月下旬，沈氏兄弟用与姚芳相同的方式抢劫李春玲；然而，李春玲提出给他们带来更多受害者时，他们决定不杀她。几天后，李春玲给他们带来一个女人，沈氏兄弟抢劫她，李春玲杀死该受害者，并取出了受害者的肾脏，用硫酸烧毁尸体然后将尸体冲进马桶。该受害者是性工作者。
以这种方式杀害三名女子后，沈氏兄弟和李春玲于2004年4月搬到山西太原，他们在那里引诱赵美英，强迫她把一个性工作者带到住所。随后，沈氏兄弟强迫赵美英刺伤该女子，并将身体放入肉类加工机，进行化学浸渍过后将肉片冲下马桶。
赵某向警方自首，李春玲被抓捕后，沈氏兄弟继续在安徽合肥、内蒙古包头和河北石家庄杀害妇女。

## 逮捕和判刑
2004年8月，沈氏兄弟和同谋杜素荣在石家庄一间公寓里被抓获，当时他们试图用酸液浸泡一具已经肢解的受害者尸体。沈氏兄弟承认抢劫并杀害11名妇女。他们在兰州的汽车配件生意失败后赔钱，因此策划谋杀。沈长银还承认在1999年河南南吴谋杀一名男子，兄弟在2000年逃亡。
沈氏兄弟和李春玲于2005年9月被兰州市中级人民法院判处死刑，2006年4月27日被执行死刑。另外三名女性共犯被判处3至20年有期徒刑。